# Frank Stippler

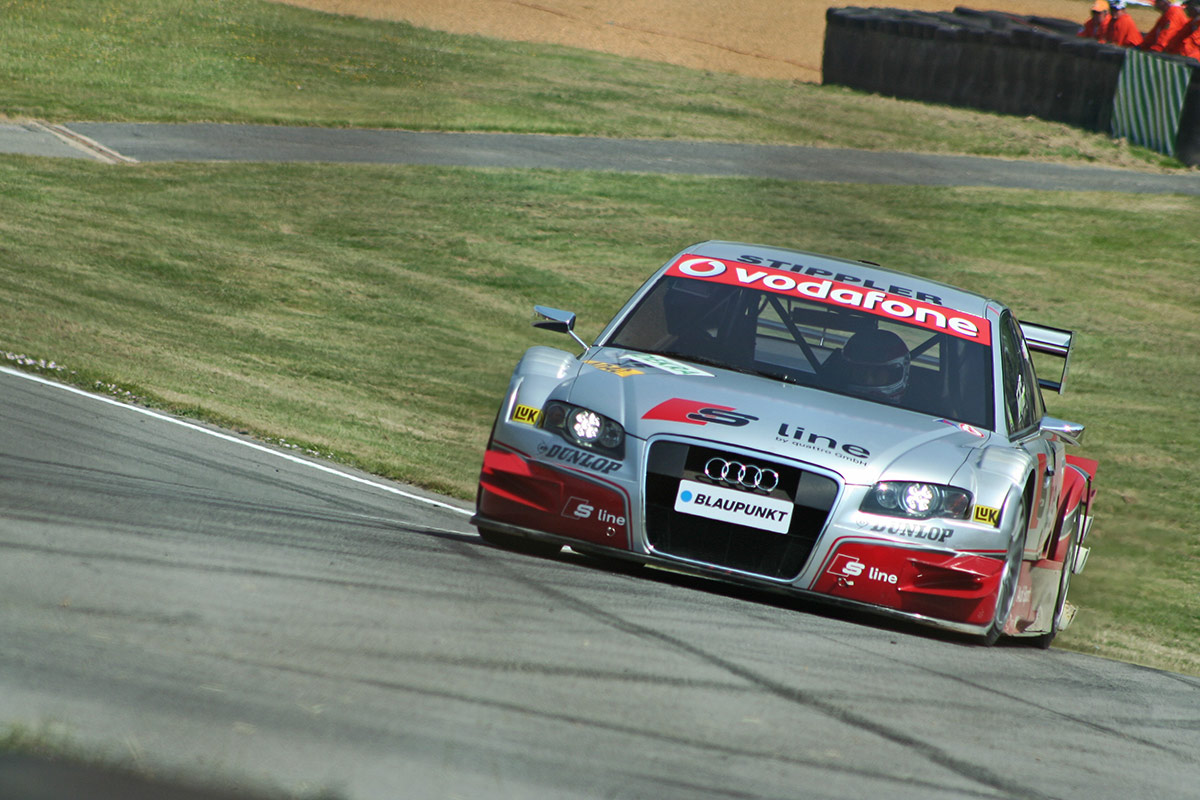
Frank Stippler au volant d'une Audi A4 en 2006

Frank Stippler né le 9 avril 1975 est un pilote automobile allemand.
En 2012, il s'engage en Championnat du monde FIA GT1 au sein de l'écurie Belgian Audi Club WRT.

## Palmarès
- Porsche Carrera Cup
  - Champion de Porsche Supercup en 2003
  - Champion de Porsche Carrera Cup Allemagne en 2003
  - Vice-champion de Porsche Carrera Cup Allemagne en 2000 et en 2002

- 24 Heures du Nürburgring
  - Vainqueur en 2012 sur une Audi R8 LMS ultra du Team Phoenix

- 24 Heures de Spa
  - Vainqueur en 2012 sur une Audi R8 LMS ultra du Team Phoenix

- 11 succès en VLN Langstreckenmeisterschaft Nürburgring